# Дилингхам (Аљаска)
Дилингхам (енгл. Dillingham) град је у америчкој савезној држави Аљаска.

## Демографија
По попису из 2010. године број становника је 2.329, што је 137 (-5,6%) становника мање него 2000. године.
| Група             | 2000.       | 2010.       |
| Белци             | 847 (34,3%) | 695 (29,8%) |
| Афроамериканци    | 16 (0,6%)   | 9 (0,4%)    |
| Азијати           | 29 (1,2%)   | 30 (1,3%)   |
| Хиспаноамериканци | 86 (3,5%)   | 68 (2,9%)   |
| Укупно            | 2.466       | 2.329       |